# Göming
Göming  är en ort och kommun i Österrike. Den ligger i distriktet Salzburg-Umgebung i förbundslandet Salzburg,  260 kilometer väster om huvudstaden Wien. 
Kommunen består av sju orter (Ortschaften) (inom parentes invånarantal 1 januari 2024):

- Bulharting (55)
- Dreimühlen (40)
- Gunsering (40)
- Göming (451)
- Kemating (105)
- Mittergöming (23)
- Reinberg (52)